# Ferdinando Sallustio
Ferdinando Sallustio (27 ottobre 1965) è un saggista e personaggio televisivo italiano.
È stato il campione in carica con il record di presenze del game show di Canale 5 Passaparola.

## Biografia
È divenuto noto al pubblico grazie alla partecipazione a Passaparola, dove è stato campione in carica per più di cento puntate dal 2003 al 2008. Durante le sue partecipazioni, Sallustio spesso veniva invitato dal presentatore Gerry Scotti a intonare delle ninne nanne di sua invenzione.
Come saggista ha pubblicato una raccolta di interviste (2006) e due libri editi da Bompiani, Belle parole. I grandi discorsi della storia dalla Bibbia a Paperino e Un popolo di concorrenti. Cinquant'anni di storia d'Italia attraverso i telequiz, incentrati su aspetti storici e culturali legati ai mass media.

## Opere
- Belle parole. I grandi discorsi della storia dalla Bibbia a Paperino, Milano, Bompiani, 2004, SBN UBO2445623.
- Le parole che mi hanno detto. Due generazioni dalla A alla Z, Fasano, Schena, 2006, SBN BVE0416633.
- Un popolo di concorrenti. Cinquant'anni di storia d'Italia attraverso i telequiz, prefazione di Renzo Arbore, Milano, Bompiani, 2008, SBN BRI0418724.